# Lovsjungen Herren, låtom oss med fröjdeljud
Lovsjungen Herren, låtom oss med fröjdeljud är en lovpsalm som församlingen sjunger stående. Texten är diktad av Johan Olof Wallin 1813 och bygger på Psaltaren 95
Melodin till psalmen är enligt 1939 års koralbok från 1620.

## Publicerad som
- Nr 266 i 1819 års psalmbok under rubriken "Kristligt sinne och förhållande - I allmänhet: Förhållandet till Gud: Guds lov"
- Nr 6 i 1937 års psalmbok under rubriken "Guds lov".